# Getal van Clausius
Het getal van Clausius is een dimensieloos getal dat de verhouding tussen kinetische energie en warmtegeleiding weergeeft.
{\displaystyle Cl={L\cdot V^{2}\cdot \rho  \over k\cdot \Delta T}}
L = karakteristieke lengte [m]
ρ = dichtheid [kg m−3]
V = snelheid [m s−1]
k = warmtegeleiding [W K−1 m−1]
ΔT = temperatuursverschil [K]
Het getal is genoemd naar Rudolf Clausius (1822-1888), een Duitse wis- en natuurkundige.